# 清水屋次兵衛
清水屋次兵衛（しみずや じへい、また清水次兵衛、九文堂、清水九文堂とも）は江戸時代の京都の十九文屋（現代の百均ショップ）、人形商、出版業者、版元。京都冨小路通四条下ル町に店を構えていた。屋号のうち九文堂は九文・十九文屋に由来するものであろう。
自家で出版した『京都買物独案内』（九文堂 清水屋次兵衛、1832年（天保2年））に掲げている自らの広告は「人形・雛御殿・いと細工物」の部に区分されており、広告記載事項には「小間物諸色手遊人形問屋、練人形、土人形、手鞠、小絵本、将棋駒」とあるが、巻末の252丁ウラから1丁半ぶん掲載された広告には出版業者としての面目が現れている。
同業者も巻き込んで活動し『独案内』では「三都書林」を標榜して、京都の箸屋勘兵衛、伊予屋佐右衛門、大阪の河内屋喜兵衛、播磨屋五郎兵衛、江戸の山城屋佐兵衛が名を連ねており、『人形づくし』（1853年（嘉永6年）刊）では「三都書房」として清水屋のほかには京都の吉野屋勘兵衛、大阪の象牙屋次郎兵衛、綿屋喜兵衛、江戸の松葉屋久兵衛、須原屋茂兵衛の名前が奥付にある。

## 百均ショップで創業
山田徳兵衛の『京洛人形づくし』（芸艸堂、1938年）によると、九文・十九文屋として創業し、小間物・人形類を商いながら商品のうちの特に人形の宣伝広告のためのカタログ雑誌を1853年（嘉永6年）に出版した。

### カタログ広告雑誌のはしり『御手遊 ひな人形の故実』
このカタログ雑誌には、もっともらしい人形の歴史的由来から始まり、清水屋が独創した100種類の人形を所有することの、それぞれについての効能・霊験が説かれ怪しげな短歌が添えられている。

## 板木の売買
出版物の元となる板木（版木）の売買が行われていた文書が残されているが、この中に前記の伊予屋佐右衛門から清水屋次兵衛あてのものがある。版権が無体財産権として売買・抵当の対象になっていた事例として取り上げられている。

## 作品
『京都買物独案内』九文堂 清水屋次兵衛、1832年。天保2年。
- 清水屋次兵衛『商人買物独案内 上』近世風俗研究会、1962年。
- 清水屋次兵衛『商人買物独案内 下』近世風俗研究会、1962年。
- 中川芳山堂『商人買物独案内 : 大阪之部 〔第1〕』近世風俗研究会、1962年。
- 中川芳山堂『商人買物独案内 : 大阪之部 〔第2〕』近世風俗研究会、1962年。
- 中川芳山堂『商人買物独案内 : 大阪之部 〔第3〕』近世風俗研究会、1962年。
  - 新撰京都叢書刊行会 編著『商人買物独案内 天保二年版・嘉永四年版』臨川書店〈新撰京都叢書 第7巻〉、1984年10月。
- 『御手遊 ひな人形の故実』清水屋次兵衛〈京洛人形づくし〉、1853年、18 - 113頁。嘉永6年
- 『御趣意中板行御赦免書目（京都書林仲間 自天保13年至嘉永6年）』日本古書通信社〈近世京都出版資料〉、131 - 132頁。

- 『絵本 新撰古状揃』。
- 『絵本 寺子調法記』
- 『絵本 都名所枝』
- 『絵本 女実語教』
- 『絵本 前訓』
- 『祇園会山鉾』
- 『都鄙問答』